# It! The Terror from Beyond Space
It! The Terror from Beyond Space ist ein US-amerikanischer Science-Fiction-Film von 1958. In Deutschland kam der Film weder im Kino zur Aufführung noch wurde er im Fernsehen ausgestrahlt. Erst am 29. Mai 2020 erfolgte die Erstveröffentlichung (auf Blu-ray) unter dem Titel Der Schrecken lauert im All. Andere Aufführungstitel sind Mars – dödsplaneten (Schweden) und A Ameaça da Outro Mundo (Brasilien). Ein Vorbild für die Produktion war Das Ding aus einer anderen Welt. It! selbst gilt wiederum als ein Vorbild für Alien – Das unheimliche Wesen aus einer fremden Welt.

## Handlung
1973. Auf einer Pressekonferenz gibt die Weltraumbehörde bekannt, dass die zweite Mars-Expedition kurz vor dem Rückflug steht. Per Funk hat sie der Erde mitgeteilt, dass sie den einzigen Überlebenden der ersten Expedition, Colonel Ed Carruthers, unter Arrest gestellt hat, da er der Tötung der übrigen Expeditionsteilnehmer dringend verdächtig ist.
Während auf dem Mars die Besatzung der zweiten Expedition ihr Raumschiff auf den Start zum Rückflug vorbereitet, dringt durch eine offene Luke ein unförmiges humanoides Lebewesen, von dem nur der Schatten sichtbar ist, in das Fahrzeug ein und versteckt sich in einem der Laderäume.
Nach dem Start versucht Carruthers mehrmals, die Besatzungsmitglieder, insbesondere den Kommandanten Van Heusen, von seiner Unschuld zu überzeugen. Die Expedition sei während eines Sandsturms von einem unbekannten Lebewesen angegriffen worden. Bei der Abwehr sei auch geschossen worden. Eine der Kugeln traf offenbar aus Versehen einen der Expeditionsteilnehmer am Kopf. Als Carruthers allein am Schiff eintraf, wartete er vergeblich auf weitere Überlebende der Expedition. Doch Van Heusen ist von Carruthers Darstellung der Ereignisse nicht überzeugt und ordnet an, dass sich Carruthers nie allein im Schiff bewegen darf, sondern ständig von einem Besatzungsmitglied begleitet werden muss.
Kurz nach dem Start hört Carruthers einen Schrei, der jedoch von den anderen Besatzungsmitgliedern nicht wahrgenommen wurde. Tatsächlich hat der Eindringling den Astronauten Kienholz getötet. Da Carruthers aufgrund der Order Van Heusens nie unbeobachtet war, steht fest, dass der Kommandant der ersten Expedition nicht für das Verschwinden des Astronauten verantwortlich sein kann. Bei einer Durchsuchung des Schiffs wird Kienholz gefunden. Eine Untersuchung seines Leichnams ergibt, dass sämtliche Körperflüssigkeiten wie Blut, Wasser oder Knochenmark fehlen.
Bei der weiteren Suche nach dem Marsianer wird Van Heusen verwundet und benötigt dringend eine Blutinfusion. Der Einsatz von Schusswaffen und Tränengas gegen den Unbekannten erweist sich als sinnlos. Um an die Blutreserven zu gelangen, gehen Carruthers und ein weiterer Astronaut in Raumanzügen außerhalb des Schiffs zu einem Lagerdepot und treffen hier erneut auf den Marsianer. Hier stellt sich heraus, dass er auch gegen Elektrizität immun ist, trotzdem gelingt ihnen die Rückkehr mit den Blutreserven. Van Heusen, der inzwischen aufgrund seiner Verletzung psychisch angeschlagen geworden ist, entfernt, als sich der Marsianer im Reaktorraum aufhält, den Schutzschild, doch selbst die freiwerdende radioaktive Strahlung hält den Marsianer nicht auf.
Da dieser auf Flüssigkeit angewiesen ist, diese aber in den Lagerräumen nicht zu finden ist, sucht er die Schiffszentrale auf, wo sich die restlichen Überlebenden versammelt haben. Inzwischen haben sie realisiert, dass der Marsianer ebenfalls Sauerstoffatmer ist. Daraufhin steigen alle Überlebenden in ihre Raumanzüge. Als der Marsianer in die Zentrale eindringt, öffnet Van Heusen gleichzeitig die Innen- und Außenluke der Zentrale. Zwar wird der Kommandant von dem Marsianer getötet, doch stirbt dieser selbst im entstehenden Vakuum. Die Erkenntnis der zweiten Marsexpedition ist, dass eine Rückkehr zum Mars sinnlos ist: „… another name for Mars is death“.

## Kritik
Nach Bill Warren war It! zwar eine Billigproduktion, jedoch mit einem durchdachten Plot, der handwerklich routiniert umgesetzt wurde.

## Überlieferung
Der Film wurde 2015 sowohl auf DVD als auch auf Blu-ray veröffentlicht.